# 自由民主联合
自由民主联合（韩语：／ Jayuminjuyeonhap），简称自民联，是由前韩国国务总理金钟泌创立的以忠清道为根据地的保守主义政党，该党在1996年国会选举中成为国会第三大党，并与金大中的新政治国民会议结盟赢得1997年大选，成为联合执政党；但在2004年国会选举中遭遇惨败，金钟泌宣布退出政坛；两年后并入大国家党而解散。

## 歷史

### 创党
金钟泌于1961年参加了由朴正熙领导的5·16軍事政變，自此踏入政坛；他在1971年－1975年担任国务总理，在朴正熙遇刺后出任民主共和党总裁，但在全斗焕掌权后遭软禁，被迫退出政坛；1987年六月民主运动后，金钟泌重返政坛，创立新民主共和党，并于1988年国会选举中斩获35席，成为第四大党；为改变“朝小野大”的局面，时任韩国总统卢泰愚将自己的民主正义党、金泳三的统一民主党与新民主共和党合并，建立民主自由党，金钟泌担任民自党最高委员一职。
1992年金泳三当选总统后，开始在民自党内排挤民正系和共和系势力，金钟泌遂于1995年退党，以原新民主共和党为基础建立自由民主联合。

### 发展壮大与DJP[2]联合
自民联在成立当年的首次选举——1995年地方选举就取得大捷，以金钟泌的故乡忠清道为支持基盘，取得15席广域团体长中的4席（忠南、忠北、大田、江原）。随着前总统卢泰愚、全斗焕相继被捕，在党内受到严重打压，且在TK（大邱、庆北）有较大民意基础的民自党民正系大规模转投自民联，在1996年的国会议员选举中，自民联守住忠清之余，在TK大有斩获，最终取得299席议员中的50席，稳固了自己第三大党的地位。金钟泌也于次年宣布参选总统。
由于在民调中长期居于末位，金钟泌开始谋求与其他候选人的单一化，最终他与新政治国民会议总裁金大中达成单一化协议：金钟泌支持金大中参选总统，金大中胜选后提名金钟泌担任国务总理，由后者任命经济阁僚，并推进内阁制修宪；次年地方选举实现候选人单一化，自民联在首都圈至少有一位候选人。金大中在金钟泌支持下当选总统，实现了大韩民国首次和平政党轮替。
金大中于1998年2月就职后，按协议任命金钟泌为代总理（同年8月真除），并由后者任命经济官僚。金钟泌帮助金大中成功处理金融危机，使得韩国成为东亚遭受金融危机冲击的国家中最早恢复的国家。1998年的地方选举中，与国民会议达成公荐单一化协议的自民联再次赢得4席（忠南、忠北、大田、仁川）。自民联籍议员朴浚圭也当选为国会议长。

### 走向衰落
由于在内阁制改宪上的一系列阻碍，以及金大中，金钟泌二人在其他国政课题上的分歧日益加深，DJP联合开始出现裂痕。1999年底，金钟泌宣布辞去总理职务，随后新千年民主党（新政治国民会议后继政党）与自民联在次年国会选举的单一化公荐失败，导致2000年国会选举中自民联仅得17席，未达到交涉团体的20席要求。
鉴于民主党仍为国会第二大党，金大中先后将民主党的四名议员“借予”自民联，使其达到交涉团体标准；并先后任命自民联籍的朴泰俊、李汉东为总理，以维持国会多数执政。但在2001年9月末，随着自民联对统一部长官林东源解职案投赞成票，DJP联合正式瓦解，四名民主党议员也回归原党籍。失去了联合执政党和交涉团体地位的自民联在2002年地方选举中仅得忠南一席。

### 最后时光
2002年韩国大选中，金钟泌和自民联均表态中立，部分国会议员选择转投大国家党。2004年卢武铉弹劾风暴中，金钟泌虽表态反对，但党内剩余的10名议员中有8名参与了弹劾，在与反对弹劾的忠清道主流民意逆风相撞之下，自民联在2004年的国会选举中遭遇毁灭性惨败：299席中仅得小选区4席，同时比例代表一席未得，使得排名比例代表名单第一位的金钟泌落选。金钟泌在此次选举后宣布辞去总裁职务并退出政坛。
金钟泌隐退后，自民联开始走向瓦解。2005年，忠南知事沈大平退出自民联，于第二年初建立国民中心党，吸收了四名自民联议员中的三名。最后一席议员，也是自民联末代党首的金学元在2006年3月率自民联并入大国家党。

### 余波
自民联解散22个月后，连续参加三届大选的前国务总理李会昌创立了自由先进党，同以忠清道为根据地，并吸纳国民中心党和大批自民联旧部。该党在2012年5月改名先进统一党，2012年10月25日并入新世界党。
金钟泌于2018年6月23日逝世，享年92岁。

## 领导层

### 历任党首
| 任次 | 姓名   | 職銜           | 就任日期       | 离任日期       |
| 1    | 金钟泌 | 总裁           | 1995年3月30日  | 1997年6月23日  |
| 2    | 金钟泌 | 总裁           | 1997年6月24日  | 1997年11月13日 |
| 3    | 朴泰俊 | 总裁           | 1997年11月21日 | 2000年2月15日  |
| 4    | 李汉东 | 总裁           | 2000年2月16日  | 2001年10月8日  |
| 5    | 金钟泌 | 总裁           | 2001年10月9日  | 2004年4月16日  |
| 临时 | 李仁济 | 总裁权限代行   | 2004年4月16日  | 2004年4月20日  |
| 临时 | 赵富英 | 非常对策委员长 | 2004年4月21日  | 2004年6月7日   |
| 6    | 金学元 | 代表最高委员   | 2004年6月8日   | 2006年2月9日   |
| 7    | 金学元 | 代表最高委员   | 2006年2月10日  | 2006年3月10日  |

## 主要选举记录

### 國會選舉
| 年度 | 選舉   | 贏得席位 | 區域得票數 | 區域得票率 | 區域席位 | 比例得票數     | 比例得票率     | 比例席位 | 選舉結果         | 領袖   |
| ---- | ------ | -------- | ---------- | ---------- | -------- | -------------- | -------------- | -------- | ---------------- | ------ |
| 1996 | 第15屆 | 50 / 299 | 3,178,474  | 16.2%      | 41 / 253 | 制度未採兩票制 | 制度未採兩票制 | 9 / 46   | ▲ 21席; 第三大黨 | 金钟泌 |
| 2000 | 第16屆 | 17 / 273 | 1,859,331  | 9.8%       | 12 / 227 | 制度未採兩票制 | 制度未採兩票制 | 5 / 46   | ▼ 33席; 第三大黨 | 李汉东 |
| 2004 | 第17屆 | 4 / 299  | 569,083    | 2.7%       | 4 / 243  | 600,462        | 2.8%           | 0 / 56   | ▼ 13席; 第五大黨 | 金钟泌 |

### 歷屆地方選舉結果
| 年度   | 選舉 | 廣域團體長 | 廣域自治議員 | 基礎團體長 | 基礎自治議員   | 領袖   |
| ------ | ---- | ---------- | ------------ | ---------- | -------------- | ------ |
| 1995年 | 1屆  | 4 / 16     | 94 / 690     | 23 / 232   | 未開放政黨推薦 | 金钟泌 |
| 1998年 | 2屆  | 4 / 16     | 94 / 690     | 29 / 232   | 未開放政黨推薦 | 朴泰俊 |
| 2002年 | 3屆  | 1 / 16     | 33 / 682     | 16 / 232   | 未開放政黨推薦 | 金钟泌 |